# Damon tibialis
Damon tibialis is een soort zweepspin (Amblypygi). Hij komt voor in Angola, Congo-Kinshasa en Sao Tomé en Principe.